# Bandidus longigona
Bandidus longigona är en insektsart som beskrevs av Tim R. New 1985. Bandidus longigona ingår i släktet Bandidus och familjen myrlejonsländor. Inga underarter finns listade i Catalogue of Life.